# Liste der Monuments historiques in Haussonville
Die Liste der Monuments historiques in Haussonville führt die Monuments historiques in der französischen Gemeinde Haussonville auf.

## Liste der Immobilien
| Bezeichnung             | Beschreibung                 | Standort              | Kennzeichnung | Schutzstatus | Datum | Bild           |
| ----------------------- | ---------------------------- | --------------------- | ------------- | ------------ | ----- | -------------- |
| Château de Haussonville | festes Haus, 16. Jahrhundert | Route de Velle (Lage) | PA00106045    | Classé       | 1930  | weitere Bilder |